# Ophiopsila fulva
Ophiopsila fulva is een slangster uit de familie Ophiocomidae.
De wetenschappelijke naam van de soort werd in 1878 gepubliceerd door Theodore Lyman.